# Sermões, a História de Antônio Vieira
Sermões, A História de Antônio Vieira é um premiado filme brasileiro de 1989, do gênero drama, estrelado pelo ator Othon Bastos com direção de Júlio Bressane.

## Elenco
- Othon Bastos....Padre Antônio Vieira
- José Lewgoy
- Antônio Abujamra
- Bia Nunnes
- Eduardo Tornaghi
- Caetano Veloso
- Breno Moroni
- Paula Lavigne
- Neville de Almeida
- Karen Asciolly
- Paulo César Saraceni
- Guará Rodrigues
- Paschoal Vilaboim
- Haroldo de Campos
- Dedé Veloso

## Prêmios
- Prêmio de melhor ator para Othon Bastos no XXII Festival de Brasília do Cinema Brasileiro, DF, 1989.
- O filme ganhou o prêmio de melhor direção no XXII Festival de Brasília do Cinema Brasileiro, DF, 1989.